# ایوانوفسکی (استان آمور)
ایوانوفسکی (به لاتین: Ivanovsky) یک منطقهٔ مسکونی در روسیه است که در استان آمور واقع شده‌است.